# Xunán kab
Xunán kab est le nom vernaculaire donné en maya (langues mayas  : xunan, señora ; kab, miel ou abeille. ) aux abeilles sans dard du genre Melipona ou au miel qu'elles produisent qui réunit certaines caractéristiques organoleptiques distinctes.
Xunán kab ou Melipona beecheii - les abeilles - appartiennent à la tribu Meliponini, présente dans les régions tropicales. Au Mexique, cet hyménoptère se concentre principalement dans la péninsule de Yucatán.
Cette abeille est aussi surnommée l'abeille maya. 

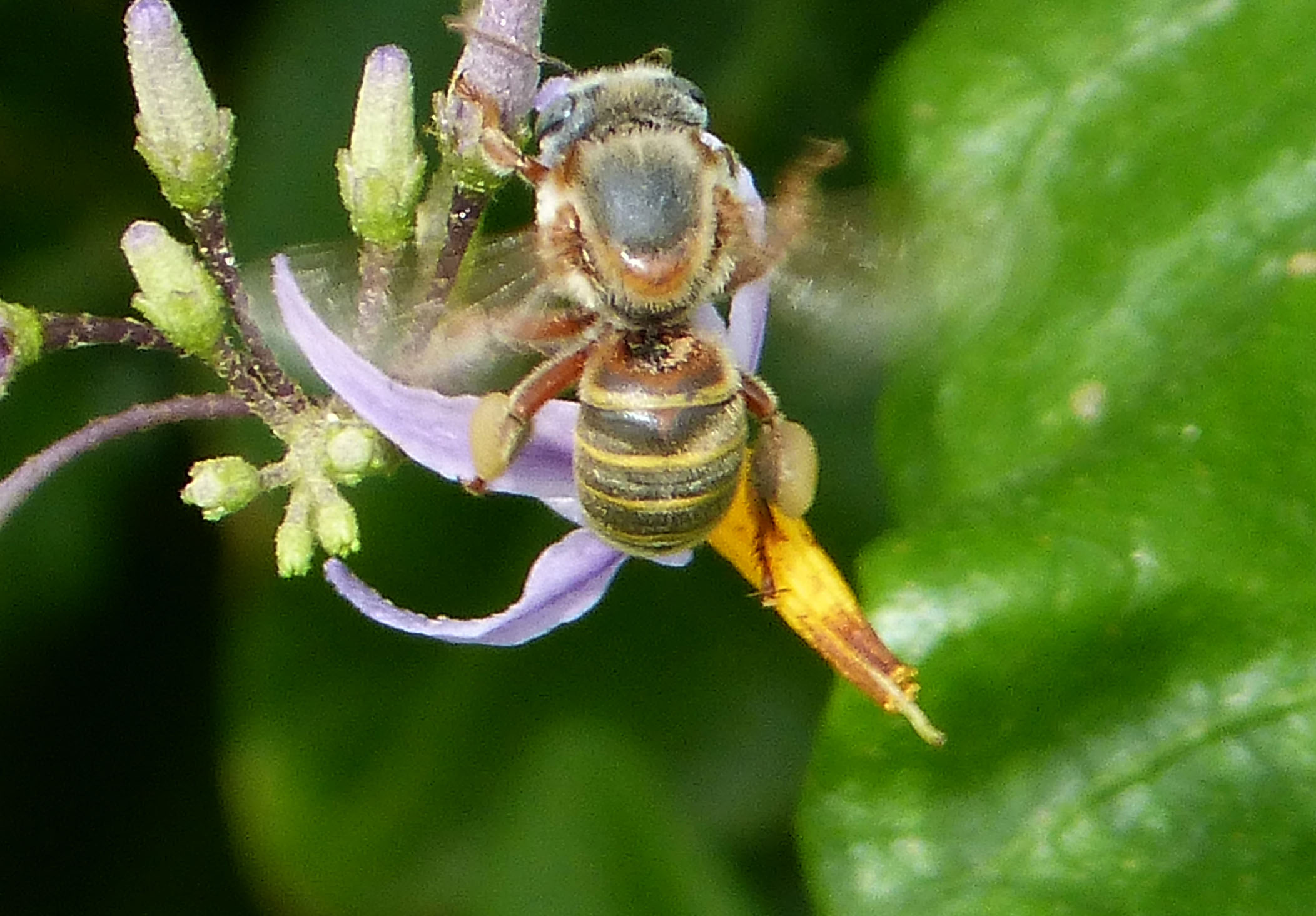
La mélipone est une grande productrice de miel et cire de Campeche.

Les abeilles et la production de miel xunán kab (dame abeille ou dame miel en maya), font partie d'une tradition culturelle ancestrale pré-colombienne encore en vigueur chez quelques communautés mayas de la péninsule de Yucatán en Mexique. On appelle cette branche de l'apicuture la méliponicuture.
Les Mayas ont élevé l'abeille sans dard dont ils ont exploité le miel et la cire, deux produits utilisés dans les cérémonies religieuses du village meso-américain. La cire servait pour la production de voiles et d'édulcorants, entre autres usages, pour la production du Balché, liqueur sacrée dans cette culture.
L'insecte, l'exploitation et commercialisation de ses produits fut une activité principale chez les habitants du Mayab. Aussi bien le miel que la cire furent commercialisés avec d'autres villages longtemps avant de l'arrivée des conquérants. Durant l'époque coloniale, le miel et la cire de Campeche furent des  produits importants offerts pour l'exportation depuis la Capitainerie générale du Yucatán. Les méliponaires (meliponarios) avaient des centaines de jobones (nids d'abeilles dans des morceaux d'arbres creux) qui fournissaient du miel et que les Mayas utilisaient comme édulcorant et comme médicament pour ses propriétés, en tant qu' antibiotique modéré et en tant qu'agent anti-inflammatoire.